# Don Fullmer
Don Fullmer (West Jordan, 21 febbraio 1939 – West Jordan, 28 gennaio 2012) è stato un pugile statunitense, sfidante di Nino Benvenuti al titolo mondiale dei pesi medi. È stato avversario anche di Sandro Mazzinghi per la categoria dei medi junior.

## Biografia
Fullmer nacque in Utah da una famiglia appartenente alla comunità dei Mormoni e fu cresciuto come membro della Chiesa di Gesù Cristo dei santi degli ultimi giorni. Iniziò la propria carriera sulla scia del fratello maggiore Gene, che fu Campione del mondo dei pesi medi nel 1957 e dal 1959 al 1962, combattendo con Sugar Ray Robinson, Carmen Basilio e Joey Giardello. Anche l'altro fratello Jay (1937-2015), combatté nei pesi leggeri.

### Carriera
Don divenne professionista nel 1957, a soli diciotto anni. Dopo 38 match, con un pari e sette sconfitte (tra le quali una contro il welter Emile Griffith e un'altra con il peso medio Joey Archer), incontrò Sandro Mazzinghi nella semifinale per il titolo mondiale dei pesi medi junior. Il 5 maggio 1963 al Vigorelli di Milano, Mazzinghi lo sconfisse per KO tecnico all'ottava ripresa, a seguito di tre atterramenti nello stesso round.

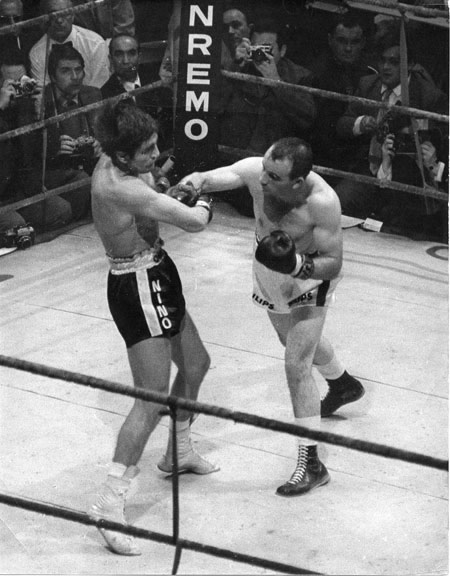
Nino Benvenuti vs. Don Fullmer (secondo incontro)

Passato stabilmente nella categoria dei nei pesi medi, il 9 ottobre dello stesso anno perse ai punti con il portoricano José Torres, futuro Campione mondiale e l'11 settembre 1964 anche con Dick Tiger, che a sua volta aveva ceduto la corona mondiale a Joey Giardello.
Si rifece il mese dopo a Louisville, battendo ai punti Jimmy Ellis, all'epoca sparring partner di Muhammad Ali e futuro Campione del Mondo WBA dei pesi massimi. Si prese la rivincita con Griffith, battendolo ai punti a Salt Lake City per il titolo nordamericano dei pesi medi. Difese il titolo battendo ai punti Joey Archer, il 13 dicembre 1965 a Boston.
Con queste credenziali si presentò al Palasport di Roma per affrontare il Campione d'Italia  dei medi Nino Benvenuti, in una virtuale semifinale per il titolo mondiale, ora nuovamente in possesso del nigeriano Dick Tiger. Fullmer si dimostrò molto più ostico di quello incontrato da Mazzinghi tre anni prima. Benvenuti accettò la bagarre per le prime sei riprese, poi impose il peso della sua classe superiore. Il verdetto ai punti in dodici riprese vide il triestino vincitore con un vantaggio calcolabile tra i sei e gli otto punti, pur avendo subito alcune ferite al naso e al sopracciglio destro.
Il mormone combatté quindi altri undici match con una sola sconfitta, sconfiggendo tra gli altri l'anziano ex Campione del Mondo Bobo Olson, inducendolo al ritiro dal pugilato.
Fu poi designato come sfidante ufficiale al titolo mondiale, conquistato nel frattempo da Nino Benvenuti dopo tre intensi match con Emile Griffith al Madison Square Garden di New York. Al Teatro Ariston di Sanremo, il 14 dicembre 1968, Fullmer fu battuto ai punti dall'italiano con un margine compreso tra i tre e i cinque punti e riportando svariate ferite al volto. Riuscì  però a infliggere a Benvenuti il quarto knock-down della carriera, dopo quelli con Guitierrez (1963) e dei primi due incontri con Griffith.
Dopo questo match Fullmer combatté con alti e bassi per altre quindici volte, ottenendo una sconfitta da Doyle Baird e un pari con Tom Bogs, per poi ritirarsi dal pugilato.